# Culmacris curvicercus
Culmacris curvicercus är en insektsart som först beskrevs av Sjöstedt 1934.  Culmacris curvicercus ingår i släktet Culmacris och familjen Morabidae. Inga underarter finns listade i Catalogue of Life.